# Grand Prix Syrakuz
Grand Prix Syrakuz – wyścig samochodowy, odbywający się na torze Syrakuzy. Przez większość czasu był nieoficjalną eliminacją Formuły 1.

## Zwycięzcy Grand Prix Syrakuz
na różowo zaznaczono zawody Formuły 2
| Sezon | Kierowca                        | Konstruktor    | Tor      |        |
| ----- | ------------------------------- | -------------- | -------- | ------ |
| 1967  | Mike Parkes Ludovico Scarfiotti | Ferrari        | Syrakuzy | Wyniki |
| 1966  | John Surtees                    | Ferrari        | Syrakuzy | Wyniki |
| 1965  | Jim Clark                       | Lotus-Climax   | Syrakuzy | Wyniki |
| 1964  | John Surtees                    | Ferrari        | Syrakuzy | Wyniki |
| 1963  | Jo Siffert                      | Lotus-BRM      | Syrakuzy | Wyniki |
| 1961  | Giancarlo Baghetti              | Ferrari        | Syrakuzy | Wyniki |
| 1960  | Wolfgang von Trips              | Ferrari        | Syrakuzy | Wyniki |
| 1959  | Stirling Moss                   | Cooper-Bogwart | Syrakuzy | Wyniki |
| 1958  | Luigi Musso                     | Ferrari        | Syrakuzy | Wyniki |
| 1957  | Peter Collins                   | Lancia-Ferrari | Syrakuzy | Wyniki |
| 1956  | Juan Manuel Fangio              | Lancia         | Syrakuzy | Wyniki |
| 1955  | Tony Brooks                     | Connaught      | Syrakuzy | Wyniki |
| 1954  | Giuseppe Farina                 | Ferrari        | Syrakuzy | Wyniki |
| 1953  | Toulo de Graffenried            | Maserati       | Syrakuzy | Wyniki |
| 1952  | Alberto Ascari                  | Ferrari        | Syrakuzy | Wyniki |
| 1951  | Luigi Villoresi                 | Ferrari        | Syrakuzy | Wyniki |
| Sezon | Kierowca                        | Konstruktor    | Tor      |        |